# Hiroshi Narazaki
Hiroshi Narazaki (奈良﨑 寛 Narazaki Hiroshi?), född 1 juni 1981 i Fukuoka prefektur, är en japansk före detta fotbollsspelare.
Narazaki började sin karriär 2004 i Sagan Tosu. Han spelade 42 ligamatcher för klubben. Han avslutade karriären 2006.